# Sicilské regionální shromáždění
Sicilské regionální shromáždění (italsky Assemblea Regionale Siciliana) je legislativním orgánem ostrovního autonomního regionu Sicilie v jižní Itálii. Sicílie má dlouhou parlamentní historii, moderní parlament ale byl ustaven až roku 1946.

## Regionální vláda
Od roku 2022:
| Portfej      | Člen rady                  | Strana    | Kompetence                            |
| ------------ | -------------------------- | --------- | ------------------------------------- |
| Guvernér     | Renato Schifani            | FI        | –                                     |
| Viceguvernér | Luca Sammartino            | LSP       | zemědělství, venkov a rybolov         |
| Ministr      | Nuccia Albano              | DC        | rodina, sociální politika a práce     |
| Ministryně   | Elvira Amata               | FdI       | turismus, sport a zábavní průmysl     |
| Ministr      | Alessandro Aricò           | FdI       | infrastruktura a mobilita             |
| Ministr      | Roberto Di Mauro           | MpA       | energetika a veřejné služby           |
| Ministr      | Marco Falcone              | FI        | hospodářství                          |
| Ministryně   | Andrea Messina             | DC        | místní autonomie                      |
| Ministryně   | Elena Pagana               | FdI       | životní prostředí                     |
| Ministr      | Francesco Paolo Scarpinato | FdI       | kulturní dědictví a sicilská identita |
| Ministr      | Edmondo Tamajo             | FI        | produktivní sektor                    |
| Ministr      | Girolamo Turano            | LSP       | vzdělávání a odborné školení          |
| Ministryně   | Giovanna Volo              | nezávislá | zdravotnictví                         |

## Složení
Zastupitelstvo Sicilie se v současnosti skládá z následujících skupin:
| Strana | Strana                | Ideologie                | Mandáty | Pozice  |
| ------ | --------------------- | ------------------------ | ------- | ------- |
|        | Hnutí pěti hvězd      | Levicový populismus      | 15/70   | Opozice |
|        | Forza Italia          | Liberální konzervatismus | 13/70   | Vláda   |
|        | Demokratická strana   | Sociální demokracie      | 7/70    | Opozice |
|        | Liga severu           | Pravicový populismus     | 7/70    | Vláda   |
|        | Diventerà Bellissima  | Regionalismus            | 6/70    | Vláda   |
|        | Lidovci a autonomisté | Regionalismus            | 4/70    | Vláda   |
|        | Unie středu           | Křesťanská demokracie    | 4/70    | Vláda   |
|        | Aktivní Sicílie       | Environmentalismus       | 4/70    | Podpora |
|        | S. F. Italia Viva     | Liberalismus             | 3/70    | Podpora |
|        | Bratři Itálie         | Národní konzervatismus   | 3/70    | Vláda   |
|        | Smíšená skupina       |                          | 4/70    |         |